# Nossendorf
Nossendorf (pol. hist. Nosków) –  gmina w Niemczech,  w kraju związkowym Meklemburgia-Pomorze Przednie, w powiecie Mecklenburgische Seenplatte, wchodząca w skład Związku Gmin Demmin-Land.
Dzielnice:
- Annenhof
- Medrow
- Nossendorf
- Toitz
- Volksdorf